# Jörn Fritsche
Jörn Fritsche (* 15. Januar 1965 in Göttingen) ist ein deutscher Jurist. Er ist seit dem 17. Februar 2020 Richter am Bundesgerichtshof.

## Leben und Wirken
Fritsche trat nach einer Ausbildung zum Diplom-Verwaltungswirt und nach dem Abschluss seiner juristischen Ausbildung im Jahr 1999 in den Justizdienst des Landes Niedersachsen ein und war zunächst beim Landgericht Göttingen, dem Amtsgericht Hannover und der Staatsanwaltschaft Hannover eingesetzt. 2002 wurde er beim Landgericht Hannover zum Richter am Landgericht ernannt. 2008 bis 2011 war er als wissenschaftlicher Mitarbeiter an den Bundesgerichtshof abgeordnet. Nach einer kurzen Abordnung Anfang 2012 an das Oberlandesgericht Celle erfolgte dort seine Ernennung zum Richter am Oberlandesgericht. 
Das Präsidium des Bundesgerichtshofs wies Fritsche zunächst dem zum 15. Februar 2020 neu gebildeten 6. (Leipziger) Strafsenat zu, der für die Revisionen in Strafsachen aus den Bezirken der Oberlandesgerichte Bamberg, Brandenburg, Braunschweig, Celle, Naumburg, Nürnberg und Rostock zuständig ist.